# TG San Marino
TG San Marino è il principale notiziario dell'azienda radiotelevisiva pubblica sammarinese San Marino RTV, trasmesso sulla rete televisiva omonima.
Nato nel 1991 contemporaneamente alla fondazione dell'ente pubblico, va in onda con due edizioni principali alle 14:00 e alle 19:30 e quella notturna delle 23:30. 
Con la presentazione dei palinsesti 2025, dal 13 gennaio viene lanciato un nuovo appuntamento: l'edizione flash delle 10:30 (il sabato alle 12). Inoltre viene prodotto il nuovo contenitore di notizie mattutino: RTV News, in onda dalle 7:30.